# Bälg
Se även bälg (fotografi)
En bälg eller blåsbälg utgörs vanligen av en trekantig säck med vidhäftade skalmar och en pip i ena änden genom vilken luft blåses ut under tryck. Trycket uppstår då skalmarna trycks ihop. På motsatta änden av pipen finns ett luftintag som automatiskt stängs när skalmarna trycks ihop så att luften bara kan passera pipen. Vanligaste användningen är för att "blåsa liv i en brasa" och i äldre varianter av smedjor där ässjan syresätts med en bälg för att uppnå nödvändig temperatur i den trä- eller stenkolseldade härden för bearbetning av järn.
Somliga musikinstrument, exempelvis orglar, dragspel, vissa typer av säckpipor får lufttillförsel av en bälg. För orglar används även Parallellbälg även parallellfaltbälg, vilken uppfanns 1762 av den skotske klockmakaren Alexander Cummings.  Blåsbälgar utgjorde de första manuella dammsugarna i slutet av 1800-talet.